# Старо католичко гробље на Транџаменту
Старо католичко гробље у Петроварадину састоји се из два дела на површини од 1,73 хектара. Ово гробље је до 1968. било предвиђено искључиво за покојнике римокатоличке вероисповести, а када је национализовано стекло је статус комуналног гробља па се данас овде сахрањују и грађани Петроварадина свих вероисповести.
Стари део гробља је запуштен и обрастао травом док се нови стало уређује и одржава. На старом гробљу се данас сахрањују само грађани албанске националности.